# 白鹤水库 (大姚)
白鹤水库是中国云南省楚雄彝族自治州大姚县境内的一座水库，位于蜻蛉河上，建于1957年。水库正常库容为975万立方米，集雨面积为110平方千米，海拔为117米。